# Trialeurodes oblongifoliae
Trialeurodes oblongifoliae là một loài côn trùng cánh nửa trong họ Aleyrodidae, phân họ Aleyrodinae.
Trialeurodes oblongifoliae được Russell miêu tả khoa học đầu tiên năm 1948.